# Fairlawne

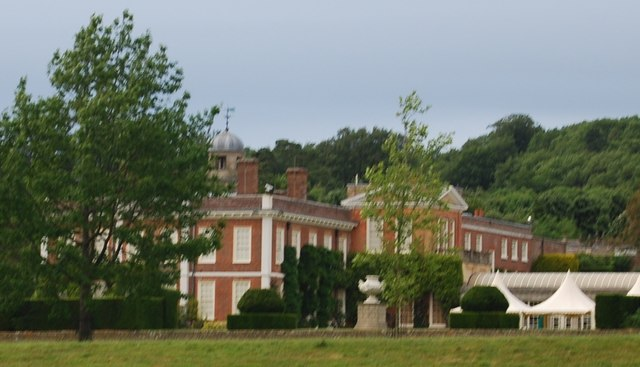
Fairlawne, 2009

Fairlawne é uma casa listada de Grau I em Shipbourne, Kent, Inglaterra.
Fairlawne foi reconstruída para Sir Henry Vane, o Velho em 1630–1655, com base numa casa anterior. A casa foi propriedade da família James durante os anos 1980 e início dos anos 90. A propriedade era pertencia anteriormente à família Cazalet, incluindo o treinador de cavalos de corrida Major Peter Cazalet.
A casa e a propriedade actualmente são do príncipe Khalid Abdullah, primo-irmão do rei Abdullah da Arábia Saudita.